# Aphrastura
Aphrastura és un gènere de petits ocells de la família dels furnàrids (Furnariidae) que habita als boscos de l'extrem meridional d'Amèrica del Sud i illes properes, incloent l'arxipèlag Juan Fernández.

## Llistat d'espècies
Se n'han descrit tres espècies dins aquest gènere:
- Aphrastura masafuerae - cuaespinós de l'illa d'Alejandro Selkirk.
- Aphrastura spinicauda - cuaespinós alabarrat.
- Aphrastura subantarctica - cuaespinós subantàrtic.[2]